# Theroscopus alpator
Theroscopus alpator är en stekelart som beskrevs av Aubert 1989. Theroscopus alpator ingår i släktet Theroscopus och familjen brokparasitsteklar. Inga underarter finns listade i Catalogue of Life.